# Petra-Maria Schnitzer
Petra Maria Schnitzer (* 6. März 1963 in Wien) ist eine österreichische Opernsängerin (Sopran).

## Leben
Petra Maria Schnitzer absolvierte zunächst ein Schauspiel-, dann ein Gesangsstudium am Mozarteum Salzburg und an der Wiener Musikhochschule bei Walter Berry. Schnitzer war Mitglied des Opernstudios der Wiener Staatsoper, hatte ein Engagement an der Volksoper Wien und debütierte 1993 an der Wiener Staatsoper. Seit 1995 singt sie häufig an beiden Häusern wie auch an der Bayerischen Staatsoper München.
Schnitzer tritt u. a. bei den Salzburger Festspielen, Wiener Festwochen und Bayreuther Festspielen sowie an den wichtigsten deutschen Bühnen und in Paris, Venedig und New York auf. Schnitzer wurde auch als Konzert- und Liedsängerin bekannt.
Schnitzer war mit Peter Seiffert bis zu dessen Tod im April 2025 verheiratet.

## Rollen (Auswahl)
- Elsa/Lohengrin
- Elisabeth/Tannhäuser
- Sieglinde/Die Walküre
- Eva/Die Meistersinger von Nürnberg
- Gutrune/Götterdämmerung
- Isolde/Tristan und Isolde
- Agathe/Der Freischütz
- Contessa/Le nozze di Figaro
- Ilia/Idomeneo
- Rosalinde/Die Fledermaus
- Micaëla/Carmen
- Marenka/Die verkaufte Braut